# 釜石駅
釜石駅（かまいしえき）は、岩手県釜石市鈴子町にある、東日本旅客鉄道（JR東日本）・三陸鉄道の駅である。

## 概要
JR東日本の釜石線、三陸鉄道のリアス線が乗り入れている。JR東日本の釜石線は当駅が終点であり、三陸鉄道も線籍上は当駅が南リアス線の終点、リアス線の起点となっている。JRの駅の愛称は、エスペラントの「La Oceano（ラ・オツェアーノ：大洋）」、三陸鉄道の駅の愛称は「鉄と魚とラグビーの町」。
「鉄の町の玄関口として、日本の鉄産業の歴史に貢献してきた駅舎」として、2002年（平成14年）に東北の駅百選へ選定された。

## 歴史

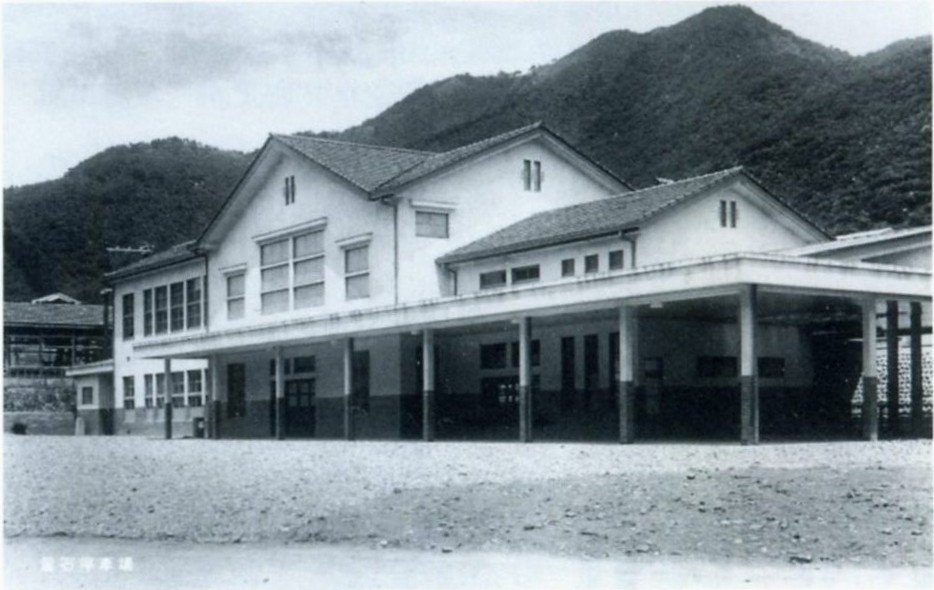
開業当時の駅舎（1939年）

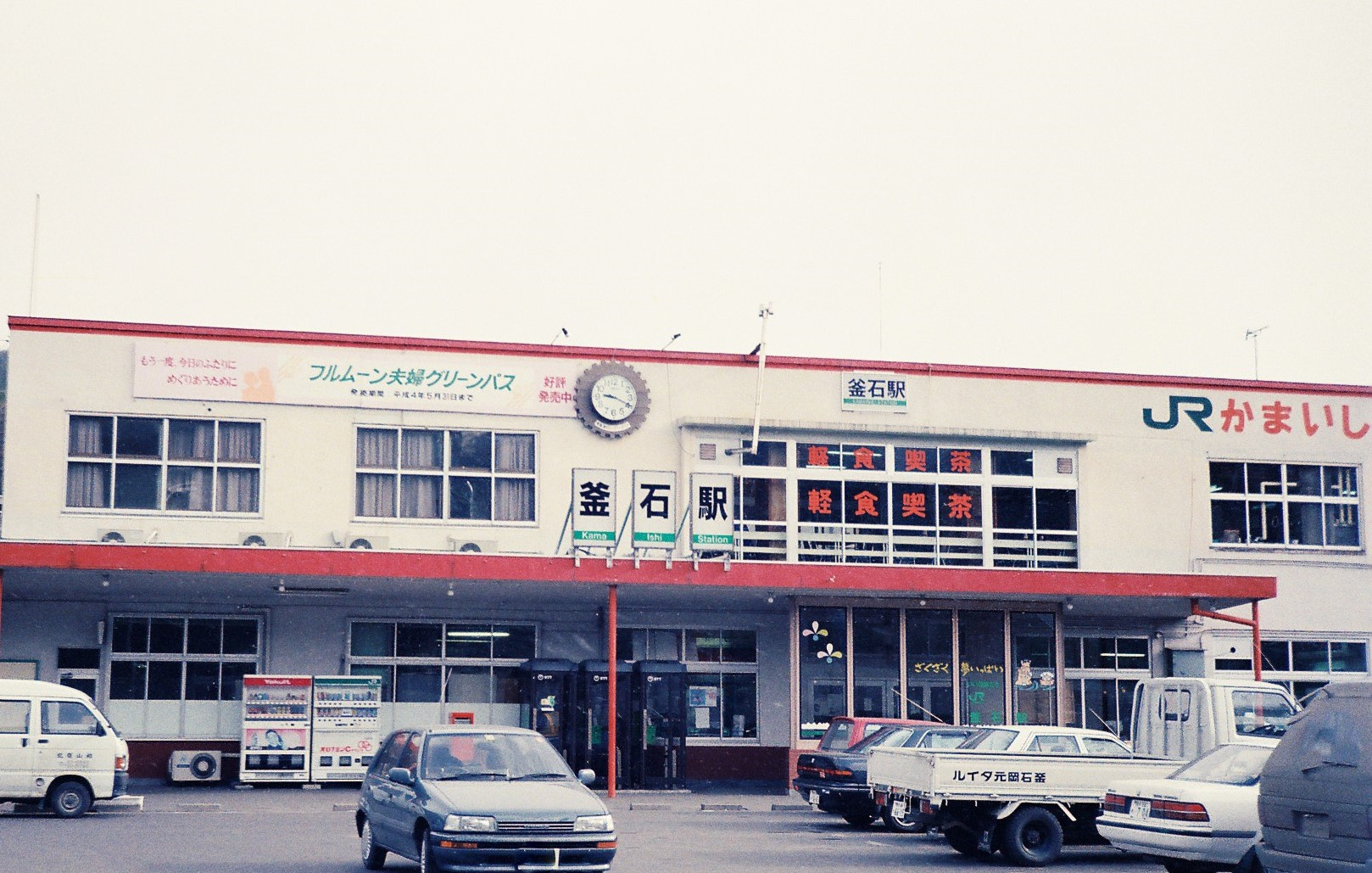
改装前の駅舎（1992年）

- 1939年（昭和14年）9月17日：鉄道省山田線の駅として開業[1]。一般駅。
- 1944年（昭和19年）10月11日：釜石東線（後の釜石線）が開業[2]。
- 1947年（昭和22年）8月8日：昭和天皇の戦後巡幸に伴い、お召し列車が発着[3]。
- 1968年（昭和43年）10月1日：みどりの窓口を設置。
- 1971年（昭和46年）12月1日：釜石駅旅客営業センターを設置。
- 1984年（昭和59年）4月1日：三陸鉄道南リアス線が開業[4][5]。
- 1986年（昭和61年）11月1日：荷物・専用線発着を除く貨物の取り扱いを廃止[6]。
- 1987年（昭和62年）4月1日：国鉄分割民営化により、国鉄の駅はJR東日本・日本貨物鉄道（JR貨物）の駅となる[6]。
- 1999年（平成11年）3月31日：日本貨物鉄道の駅が廃止され、貨物の取り扱いが終了[2]。1990年代まで、新日本製鐵釜石製鐵所へ至る専用鉄道が駅から分岐していた。
- 2009年（平成21年）8月27日：三陸鉄道釜石駅において、食品加工会社の丸辰カマスイが命名権（ネーミングライツ）を取得し、同社が販売する商品名を冠した『南部さけコンドロイチン釜石駅』の愛称が付く（契約期間1年）[新聞 1]。
- 2011年（平成23年）：東日本大震災（地震と津波）により被災するも、駅舎は倒壊や流失を免れた。
- 2012年（平成24年）12月8日：「鉄のまち」を象徴する駅舎に改装[新聞 2]。
- 2014年（平成26年）4月5日：三陸鉄道南リアス線吉浜駅 - 当駅間が復旧[新聞 3]。
- 2015年（平成27年）4月：三陸鉄道釜石駅において、イオンがネーミングライツを取得し、「イオンタウン釜石駅」の愛称が付く。
- 2016年（平成28年）7月17日：三陸鉄道釜石駅において、発車メロディを導入（作曲・演奏は向谷実）[報道 1]。
- 2017年（平成29年）3月31日：釜石駅旅行センターの営業が終了。
- 2019年（平成31年）
  - 3月上旬：1・2番線ホームおよび通路のリニューアルが完成[報道 2]。
  - 3月23日：JR山田線当駅 - 宮古駅間が復旧するとともに、同区間が三陸鉄道に移管されリアス線となる[報道 3]。
- 2020年（令和2年）
  - 11月30日：立ち食いそば・そば処釜石が閉店。
  - 12月30日：立ち食いそば・そば処釜石を、株式会社川喜が引き継ぎ新規オープン[7]。
- 2024年（令和6年）10月1日：えきねっとQチケのサービスを開始[8][報道 4]。
- 2025年（令和7年）
  - 3月2日：大船渡市山林火災に伴い、三陸 - 釜石間が運休となる。
  - 3月9日：営業再開。
  - 3月15日：一ノ関統括センター管轄となり、釜石駅長が廃止（一ノ関統括センター副所長のうち指定された社員が釜石駅長を兼務する形に変更）。

なお、釜石東線が開業する前の1911年（明治44年）から、釜石 - 大橋間には鉱石輸送のための釜石鉱山鉄道が存在し、釜石線全通後の1965年（昭和40年）まで運行された。同線の釜石側の駅は当初鈴子駅と名乗り、後に釜石駅と改称されていたが、国鉄釜石駅の開業に伴い釜石製鉄駅へ改称された。
国鉄時代は釜石・宮古地区を統括する釜石運輸長が配置されていたが、民営化後に北上地区（宮古・茂市・川内・区界駅管内は盛岡地区）へ移管された。

## 駅構造

### JR東日本
島式ホーム2面4線を有する地上駅である。駅舎とホームは地下通路で連絡している。隣接して留置線（旧・釜石線営業所）を有するほか、「SL銀河」の機関車が用いる転車台が設置されている。
一ノ関統括センター傘下の直営駅。管理駅として、釜石線の上有住駅 - 小佐野駅間の各駅を管理している。
駅舎にはみどりの窓口、自動券売機、指定席券売機、NewDays、立ち食いそば屋「そば処釜石」がある。
2007年（平成19年）12月はじめに、待合所が開放型から閉鎖型に改装された。待合所の中にはキヨスクと駅舎外にあった立ち食いそば屋が入居し、駅舎2階にあったレストランは閉店した。
2012年（平成24年）には、三陸海岸の復興支援を目的として駅舎のリニューアルが行われた。駅のテーマは「鉄のまち」で、製鉄所の溶鉱炉をイメージした。外壁下部はレンガ調で、そこから鉄をイメージしたルーバーを立ち上げている。また入口ゲートは「釜」の字を模した形状を連続させている。駅舎内は光天井のイメージで、乳白色のカバーで覆ったLED照明を採用している。 
2018年（平成30年）10月から1・2番線ホーム及び通路のリニューアルを開始した。2019年（平成31年）3月上旬に完成した。従来、通路からホームへは階段のみであったが、エスカル（車椅子用階段昇降機）が設置された。

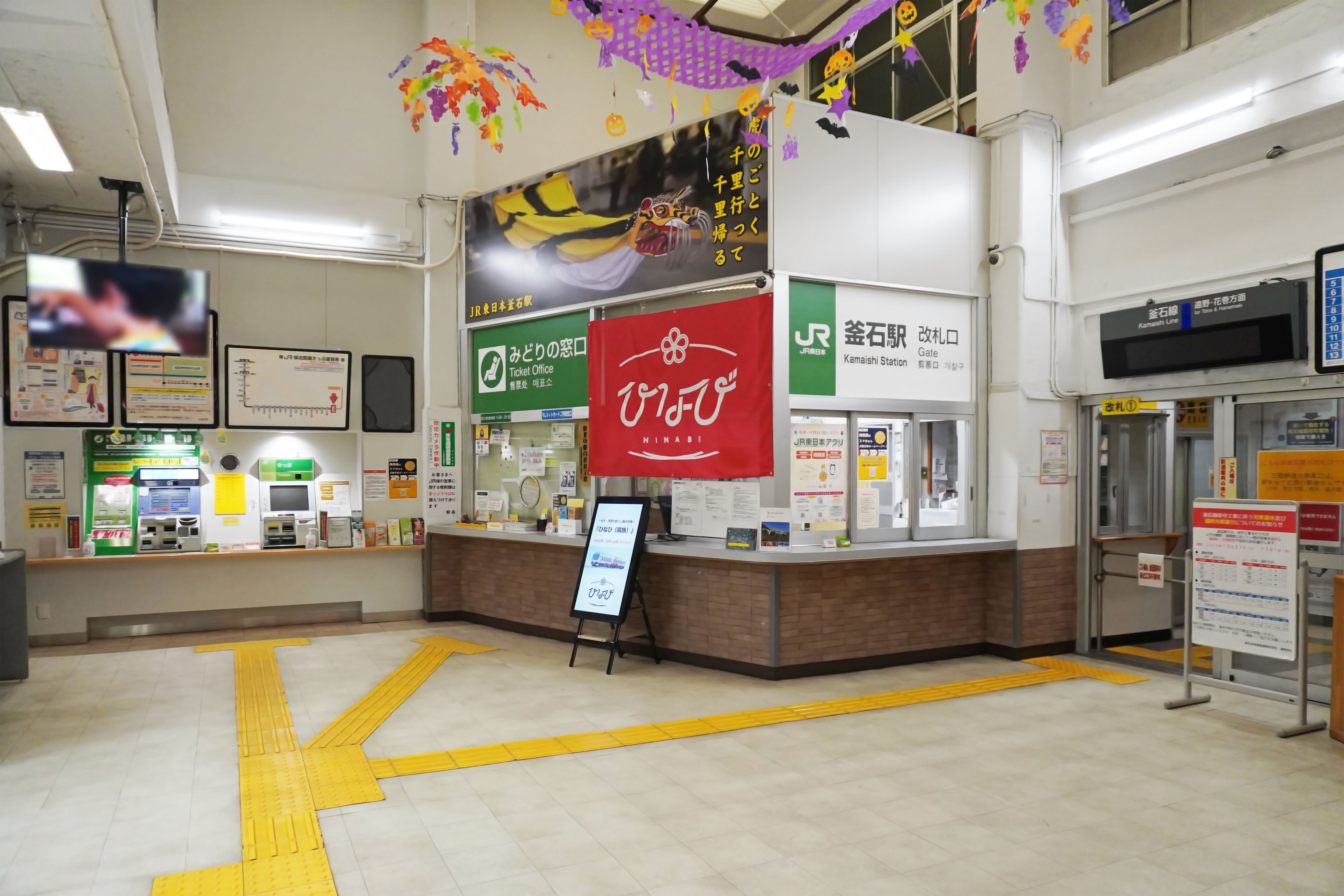
JR改札口（2023年10月）

### 三陸鉄道
三陸鉄道の駅としては単式ホーム1面1線を有する地上駅である。なおこの単式ホーム5番線は行き止まり式で、盛方面にしか発車できない。そのため、宮古・久慈方面へ向かう列車はJRホーム3・4番線を使用する（3番線はJR釜石線の列車も使用）。また、盛方面と宮古方面を直通できるのは4番線しかなく、当駅において盛（方面） - 宮古（方面）の直通列車同士の交換はできないため、唐丹駅や鵜住居駅での列車交換が設定されている。
三陸鉄道5番線ホームはJRのホームとはやや離れた位置にあり、駅舎からホームへはJRの線路を挟んで地下通路で連絡している。地下通路はJR構内と接続している。
社員配置駅。駅舎には出札窓口、自動券売機がある。なお三陸鉄道では改札業務を行わないため、当駅においてもワンマン列車は無人駅同様に前乗り前降りとなり、乗車券・運賃は下車時に運賃箱へ投入する形となっている。
従来JR駅舎と三陸鉄道駅舎の間に喫煙所があったが、2015年（平成27年）現在は撤廃されている。
2009年（平成21年）に三陸鉄道が当駅と久慈駅・宮古駅・盛駅に命名権（ネーミングライツ）を導入したことに伴い、同年8月に地元の水産加工会社「丸辰カマスイ」が1年間の命名権を取得し、駅名看板における表記が「南部さけ コンドロイチン 釜石駅」となった。2015年（平成27年）4月からは駅近隣にあるイオンタウン釜石を運営するイオンが命名権を取得しており「イオンタウン釜石駅」と称されている。

### のりば
| 番線  | 事業者   | 路線      | 方向 | 行先                 |
| ----- | -------- | --------- | ---- | -------------------- |
| 1 - 3 | JR東日本 | ■釜石線   | 上り | 遠野・花巻・盛岡方面 |
| 3・4  | 三陸鉄道 | ■リアス線 | 下り | 宮古・久慈方面       |
| 4・5  | 三陸鉄道 | ■リアス線 | 上り | 盛方面               |

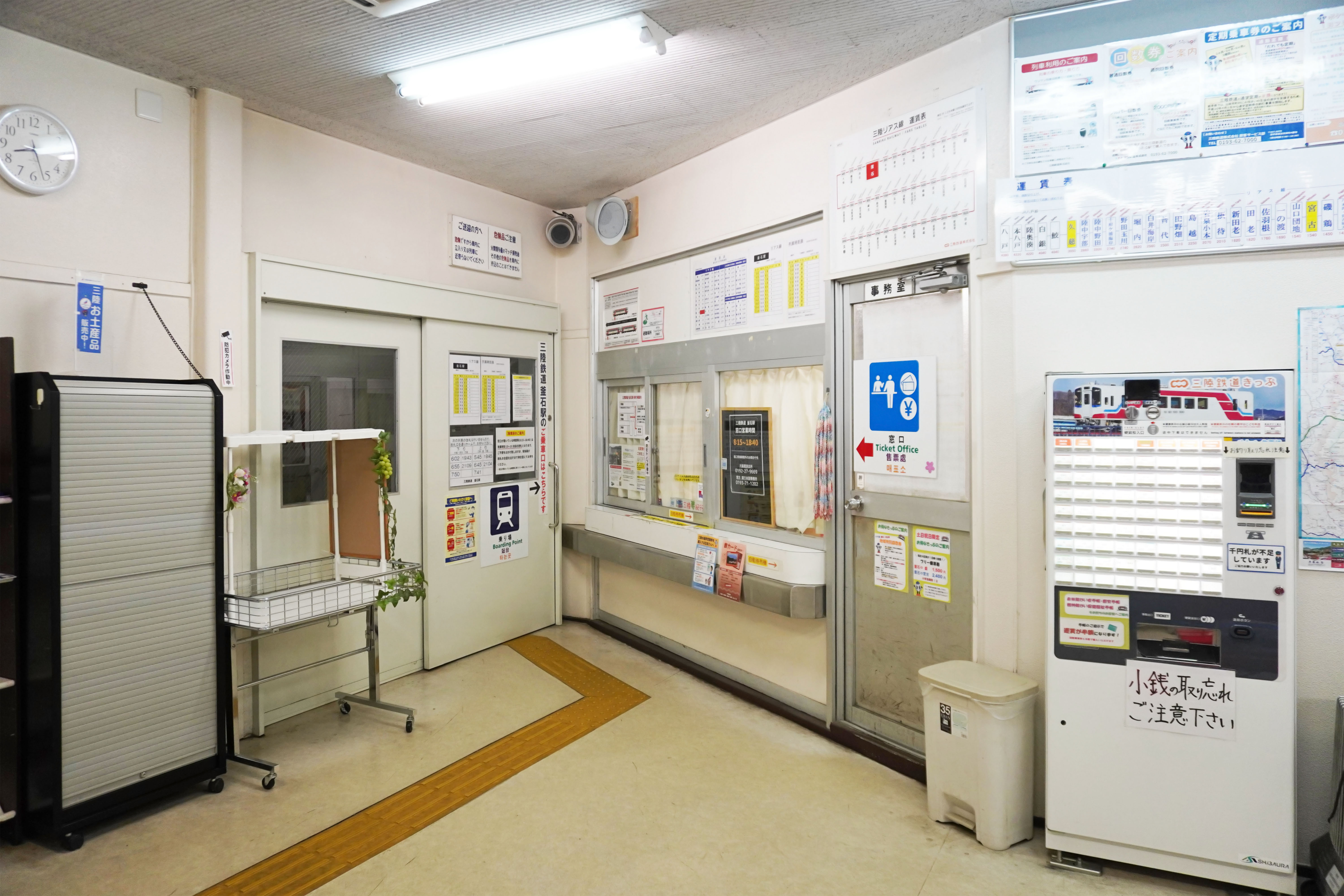
三陸鉄道改札口（2023年10月）
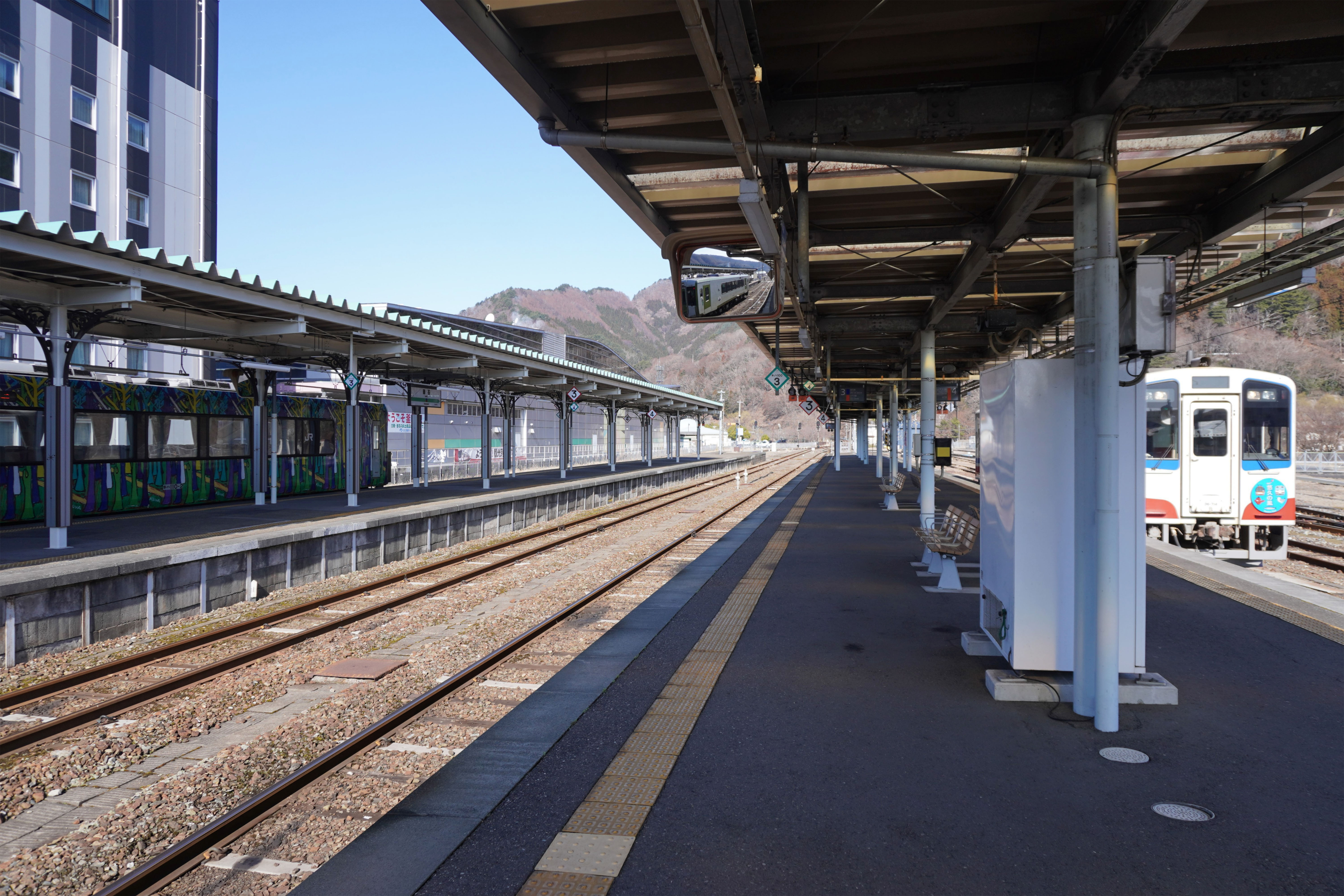
1 - 4番線ホーム（2024年3月）
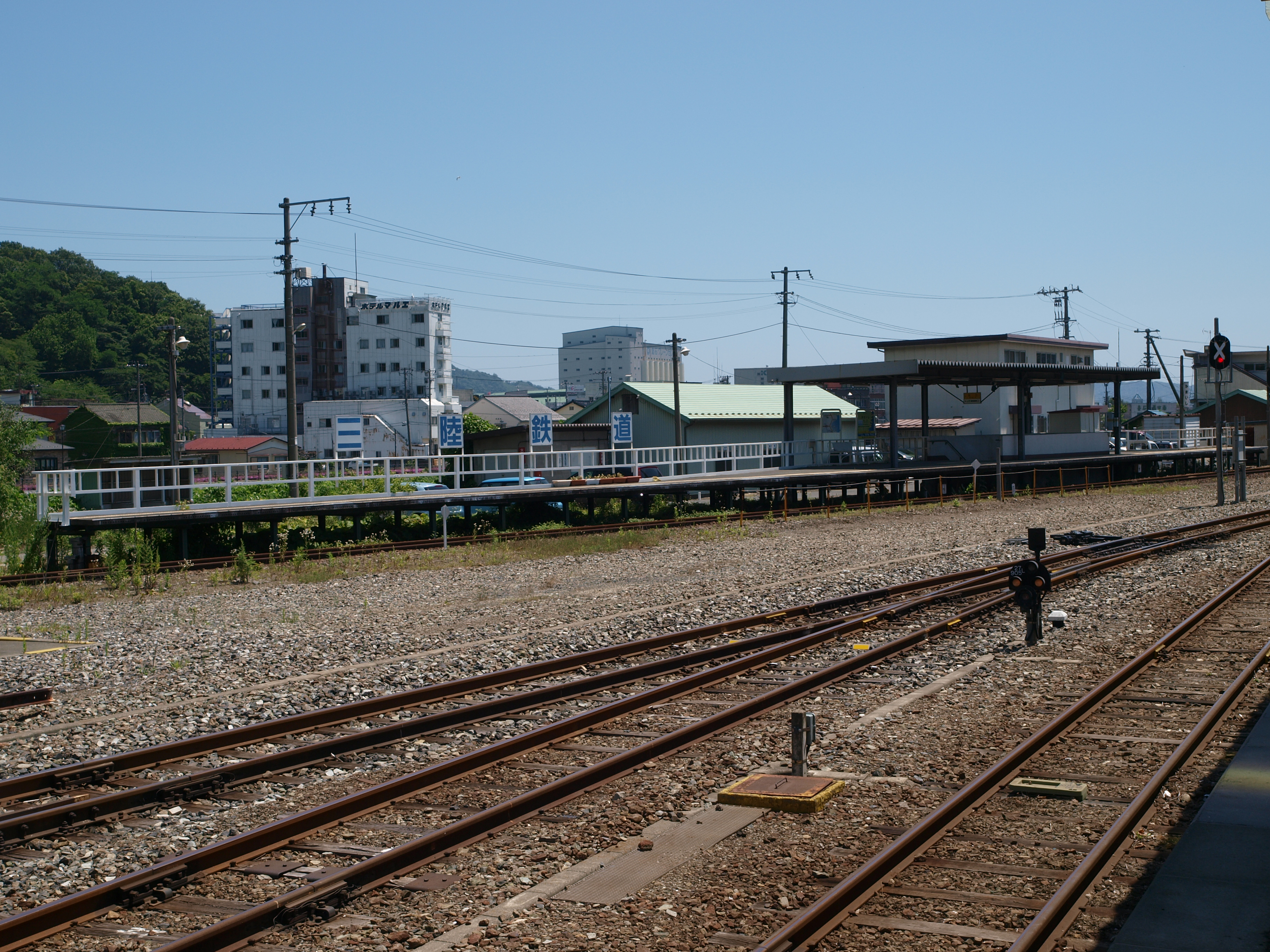
5番線ホーム（2011年7月）

## 利用状況
- JR東日本 - 2023年度（令和5年度）の1日平均乗車人員は168人である[JR 1]。
- 三陸鉄道 - 2023年度（令和5年度）の1日平均乗車人員は128人である[市 1]。

2000年度（平成12年度）以降の推移は下記のとおりである。
| 1日平均乗車人員推移 | 1日平均乗車人員推移 | 1日平均乗車人員推移 | 1日平均乗車人員推移 | 1日平均乗車人員推移 | 1日平均乗車人員推移 | 1日平均乗車人員推移 | 1日平均乗車人員推移 | 1日平均乗車人員推移 |
| 年度                | JR東日本            | JR東日本            | JR東日本            | 三陸鉄道            | 三陸鉄道            | 三陸鉄道            | 出典                | 出典                |
| 年度                | 定期外              | 定期                | 合計                | 定期外              | 定期                | 合計                | JR                  | 釜石市              |
| ------------------- | ------------------- | ------------------- | ------------------- | ------------------- | ------------------- | ------------------- | ------------------- | ------------------- |
| 2000年（平成12年）  |                     |                     | 663                 |                     |                     |                     | [ JR 2 ]            |                     |
| 2001年（平成13年）  |                     |                     | 645                 |                     |                     |                     | [ JR 3 ]            |                     |
| 2002年（平成14年）  |                     |                     | 604                 |                     |                     |                     | [ JR 4 ]            |                     |
| 2003年（平成15年）  |                     |                     | 529                 |                     |                     |                     | [ JR 5 ]            |                     |
| 2004年（平成16年）  | 279                 | 257                 | 536                 | 124                 | 130                 | 254                 | [ JR 6 ]            | [ 市 2 ]            |
| 2005年（平成17年）  | 271                 | 259                 | 530                 | 111                 | 129                 | 240                 | [ JR 7 ]            | [ 市 2 ]            |
| 2006年（平成18年）  | 295                 | 244                 | 539                 | 112                 | 130                 | 242                 | [ JR 8 ]            | [ 市 2 ]            |
| 2007年（平成19年）  | 292                 | 234                 | 525                 | 63                  | 118                 | 181                 | [ JR 9 ]            | [ 市 3 ]            |
| 2008年（平成20年）  | 265                 | 220                 | 484                 | 91                  | 30                  | 121                 | [ JR 10 ]           | [ 市 3 ]            |
| 2009年（平成21年）  | 254                 | 203                 | 457                 | 92                  | 14                  | 106                 | [ JR 11 ]           | [ 市 3 ]            |
| 2010年（平成22年）  | 235                 | 209                 | 443                 | 86                  | 10                  | 97                  | [ JR 12 ]           | [ 市 4 ]            |
| 2011年（平成23年）  | 194                 | 28                  | 221                 | 運休                | 運休                | 運休                | [ JR 13 ]           | [ 市 5 ]            |
| 2012年（平成24年）  | 218                 | 55                  | 274                 | 運休                | 運休                | 運休                | [ JR 14 ]           |                     |
| 2013年（平成25年）  | 218                 | 52                  | 271                 | 運休                | 運休                | 運休                | [ JR 15 ]           |                     |
| 2014年（平成26年）  | 235                 | 45                  | 280                 |                     |                     | 160                 | [ JR 16 ]           | [ 市 6 ]            |
| 2015年（平成27年）  | 216                 | 53                  | 270                 | 105                 | 13                  | 117                 | [ JR 17 ]           | [ 市 6 ]            |
| 2016年（平成28年）  | 199                 | 54                  | 254                 | 85                  | 11                  | 96                  | [ JR 18 ]           | [ 市 6 ]            |
| 2017年（平成29年）  | 197                 | 60                  | 258                 | 79                  | 19                  | 98                  | [ JR 19 ]           | [ 市 7 ]            |
| 2018年（平成30年）  | 183                 | 49                  | 233                 | 90                  | 24                  | 114                 | [ JR 20 ]           | [ 市 7 ]            |
| 2019年（令和元年）  | 186                 | 76                  | 263                 | 168                 | 104                 | 272                 | [ JR 21 ]           | [ 市 7 ]            |
| 2020年（令和02年）  | 72                  | 52                  | 124                 | 65                  | 64                  | 129                 | [ JR 22 ]           | [ 市 8 ]            |
| 2021年（令和03年）  | 84                  | 48                  | 133                 | 65                  | 56                  | 121                 | [ JR 23 ]           | [ 市 8 ]            |
| 2022年（令和04年）  | 120                 | 45                  | 165                 | 72                  | 57                  | 129                 | [ JR 24 ]           | [ 市 9 ]            |
| 2023年（令和05年）  | 125                 | 42                  | 168                 | 80                  | 48                  | 128                 | [ JR 1 ]            | [ 市 1 ]            |

## 駅周辺
- ホテルフォルクローロ三陸釜石（JR釜石駅駅舎隣接[報道 5][新聞 7]）
- 駅前橋上市場サン・フィッシュ釜石
- 岩手銀行釜石支店
- 北日本銀行釜石支店・鵜住居支店
- 東北銀行釜石支店
- 釜石のぞみ病院
- 釜石市立釜石小学校
- 釜石鈴子郵便局
- シープラザ釜石
- 日本製鉄東日本製鉄所釜石地区
- 宮古信用金庫大渡支店
- イオンタウン釜石
- 釜石市民ホール（TETTO）
- 釜石情報交流センター（ミッフィーカフェ併設）
- 大島高任像

## バス路線
- 岩手県交通
  - かまいしまるごとコミュニティバス
  - 広域路線：赤浜行き、浪板行き
- 高速バス
  - 釜石 - 仙台線（岩手県交通）
  - けせんライナー 釜石 - 池袋線（岩手県交通）
  - 遠野・釜石号 大槌 - 池袋線（岩手県交通・国際興業）

## 隣の駅
東日本旅客鉄道（JR東日本）
■釜石線
□快速「はまゆり」・■普通
小佐野駅 - 釜石駅
三陸鉄道
■リアス線 
平田駅 - 釜石駅 - 両石駅

### 記事本文

#### 報道発表資料
1. ↑  「向谷実氏提供の釜石駅発車メロディーができました!」（プレスリリース）、三陸鉄道、2016年7月18日。2016年7月30日時点のオリジナルよりアーカイブ。2017年3月24日閲覧。
2. 1 2  「釜石駅をリニューアルします!! (PDF)」（プレスリリース）、東日本旅客鉄道盛岡支社、2018年11月27日。2020年5月18日時点のオリジナル (PDF)よりアーカイブ。2020年5月5日閲覧。
3. ↑  「「リアス線開通100日前イベント」三陸鉄道リアス線ダイヤ発表について (PDF)」（プレスリリース）、三陸鉄道、2018年12月13日。2019年10月14日時点のオリジナル (PDF)よりアーカイブ。2020年5月5日閲覧。
4. ↑  「Suicaエリア外もチケットレスで! 東北エリアから「えきねっとQチケ」がはじまります (PDF)」（プレスリリース）、東日本旅客鉄道、2024年7月11日。2024年7月11日時点のオリジナル (PDF)よりアーカイブ。2024年8月11日閲覧。
5. ↑  「2015年3月29日 ホテルフォルクローロ三陸釜石オープン ～本日12月19日より予約受付開始～ (PDF)」（プレスリリース）、東日本旅客鉄道盛岡支社、2014年12月19日。2020年5月18日時点のオリジナル (PDF)よりアーカイブ。2020年5月18日閲覧。

#### 新聞記事
1. 1 2  「三陸鉄道に「南部さけ コンドロイチン 釜石駅」誕生」『朝日新聞』2009年8月30日。2009年9月2日時点のオリジナルよりアーカイブ。2025年6月24日閲覧。
2. ↑  交通新聞2012年12月13日
3. ↑  「三鉄が4月全線再開 南リアス線5日、北リアス線6日」『岩手日報』2014年1月2日。2014年1月3日時点のオリジナルよりアーカイブ。2014年1月11日閲覧。
4. ↑  交通新聞2013年1月18日
5. ↑  「命名権ここまで 三陸鉄道に「アイフルホーム宮古駅」」『朝日新聞』2009年4月27日。2009年4月30日時点のオリジナルよりアーカイブ。2024年9月1日閲覧。
6. ↑  「「イオンタウン」釜石駅に表示 三鉄と命名権契約」『岩手日報』2015年4月5日。2015年4月10日時点のオリジナルよりアーカイブ。2024年9月1日閲覧。
7. ↑  中田博維「ホテル:釜石で開業 JR駅隣接、交流人口増に期待」『毎日新聞』毎日新聞社、2015年3月30日。

### 利用状況

#### JR東日本
1. 1 2  「各駅の乗車人員 2023年度 101位以下（7）| 企業サイト：JR東日本」東日本旅客鉄道。2025年6月24日閲覧。
2. ↑  「JR東日本：各駅の乗車人員（2000年度）」東日本旅客鉄道。2025年6月24日閲覧。
3. ↑  「JR東日本：各駅の乗車人員（2001年度）」東日本旅客鉄道。2025年6月24日閲覧。
4. ↑  「JR東日本：各駅の乗車人員（2002年度）」東日本旅客鉄道。2025年6月24日閲覧。
5. ↑  「JR東日本：各駅の乗車人員（2003年度）」東日本旅客鉄道。2025年6月24日閲覧。
6. ↑  「JR東日本：各駅の乗車人員（2004年度）」東日本旅客鉄道。2025年6月24日閲覧。
7. ↑  「JR東日本：各駅の乗車人員（2005年度）」東日本旅客鉄道。2025年6月24日閲覧。
8. ↑  「JR東日本：各駅の乗車人員（2006年度）」東日本旅客鉄道。2025年6月24日閲覧。
9. ↑  「JR東日本：各駅の乗車人員（2007年度）」東日本旅客鉄道。2025年6月24日閲覧。
10. ↑  「JR東日本：各駅の乗車人員（2008年度）」東日本旅客鉄道。2025年6月24日閲覧。
11. ↑  「JR東日本：各駅の乗車人員（2009年度）」東日本旅客鉄道。2025年6月24日閲覧。
12. ↑  「JR東日本：各駅の乗車人員（2010年度）」東日本旅客鉄道。2025年6月24日閲覧。
13. ↑  「JR東日本：各駅の乗車人員（2011年度）」東日本旅客鉄道。2025年6月24日閲覧。
14. ↑  「JR東日本：各駅の乗車人員（2012年度）」東日本旅客鉄道。2025年6月24日閲覧。
15. ↑  「各駅の乗車人員 2013年度 ベスト100以外（8）：JR東日本」東日本旅客鉄道。2025年6月24日閲覧。
16. ↑  「各駅の乗車人員 2014年度 ベスト100以外（8）：JR東日本」東日本旅客鉄道。2025年6月24日閲覧。
17. ↑  「各駅の乗車人員 2015年度 ベスト100以外（8）：JR東日本」東日本旅客鉄道。2025年6月24日閲覧。
18. ↑  「各駅の乗車人員 2016年度 ベスト100以外（8）：JR東日本」東日本旅客鉄道。2025年6月24日閲覧。
19. ↑  「各駅の乗車人員 2017年度 ベスト100以外（8）：JR東日本」東日本旅客鉄道。2025年6月24日閲覧。
20. ↑  「各駅の乗車人員 2018年度 ベスト100以外（7）：JR東日本」東日本旅客鉄道。2025年6月24日閲覧。
21. ↑  「各駅の乗車人員 2019年度 ベスト100以外（7）：JR東日本」東日本旅客鉄道。2025年6月24日閲覧。
22. ↑  「各駅の乗車人員 2020年度 101位以下（8）| 企業サイト：JR東日本」東日本旅客鉄道。2025年6月24日閲覧。
23. ↑  「各駅の乗車人員 2021年度 101位以下（8）| 企業サイト：JR東日本」東日本旅客鉄道。2025年6月24日閲覧。
24. ↑  「各駅の乗車人員 2022年度 101位以下（7）| 企業サイト：JR東日本」東日本旅客鉄道。2025年6月24日閲覧。

#### 釜石市
1. 1 2  「Ⅹ 運輸」『釜石市統計書（令和5年版）』（PDF）（レポート）釜石市、2025年4月4日、77頁。2025年6月24日閲覧。
2. ↑  「Ⅸ 金融」『釜石市統計書（平成18年版）』（PDF）（レポート）釜石市、2010年4月26日、78頁。2025年6月24日閲覧。
3. ↑  「Ⅹ 運輸・通信」『釜石市統計書（平成21年版）』（PDF）（レポート）釜石市、2012年11月2日、82-83頁。2025年6月24日閲覧。
4. ↑  「Ⅹ 運輸・通信」『釜石市統計書（平成22年版）』（PDF）（レポート）釜石市、2012年11月2日、82-83頁。2025年6月24日閲覧。
5. ↑  「Ⅹ 運輸・通信」『釜石市統計書（平成24年版）』（PDF）（レポート）釜石市、2014年3月20日、82頁。2025年6月24日閲覧。
6. ↑  「Ⅹ 運輸」『釜石市統計書（平成28年版）』（PDF）（レポート）釜石市、2018年4月10日、79頁。2025年6月24日閲覧。
7. ↑  「Ⅹ 運輸」『釜石市統計書（令和元年版）』（PDF）（レポート）釜石市、2021年4月9日、79頁。2025年6月24日閲覧。
8. ↑  「Ⅹ 運輸」『釜石市統計書（令和3年版）』（PDF）（レポート）釜石市、2023年4月3日、79頁。2025年6月24日閲覧。
9. ↑  「Ⅹ 運輸」『釜石市統計書（令和4年版）』（PDF）（レポート）釜石市、2024年4月2日、77頁。2025年6月24日閲覧。